# Registervergaser
Ein Registervergaser (auch Stufenvergaser genannt) ist eine Baugruppe, die wie ein einfacher Vergaser zur äußeren Gemischbildung eines Ottomotors dient.

## Aufbau
Registervergaser haben zur Bereitstellung eines zündfähigen Kraftstoff-Luft-Gemisches zwei (oder sehr selten mehr) „Stufen“, die Primär- und Sekundärstufe genannt werden. Diese beinhalten jeweils ein Venturi-Rohr (Lufttrichter) und ein Hauptdüsensystem mit Hauptdüse, Luftkorrekturdüse, Mischrohr und Drosselklappe. In der ersten Stufe befinden sich das Leerlaufsystem mit Übergangsbohrungen, die manuell oder automatisch betätigte Starterklappe (Choke) und die Beschleunigungspumpe, während die Volllastanreicherung auf die zweite Stufe wirkt.
Bei Doppelvergasern, die aus zwei Einfachvergasern in einem Gehäuse bestehen, werden die beiden Drosselklappen gemeinsam betätigt. Kennzeichnendes Merkmal eines Registervergasers ist, dass die Drosselklappen nacheinander mit unterschiedlicher Geschwindigkeit öffnen. Registervergaser wurden mit einer, später auch zwei Schwimmerkammern gefertigt. Bei Sechs-, Acht- und Zwölfzylindermotoren werden oft zwei oder mehr Registervergaser zu Mehrvergaseranlagen zusammengefasst.
Ähnlich wie Doppel- und Mehrfachvergaser wurden Registervergaser zur Erhöhung des Drehmoments und somit zur Leistungssteigerung eines Motors eingesetzt, damit einhergehend sank der spezifische Kraftstoffverbrauch. Bei Einsatz eines geregelten Drei-Wege-Katalysators boten Registervergaser die Möglichkeit, bei unterschiedlichen Drehzahl- und Lastanforderungen das Gemisch besser dem erforderlichen stöchiometrischen Kraftstoffverhältnis anzupassen. Die Drosselklappendurchmesser, angegeben in mm, können unterschiedlich oder gleich sein und sind oft Bestandteil der Typenbezeichnung: z. B.: Solex 32/32 DIDTA oder Zenith 35/40 INAT.

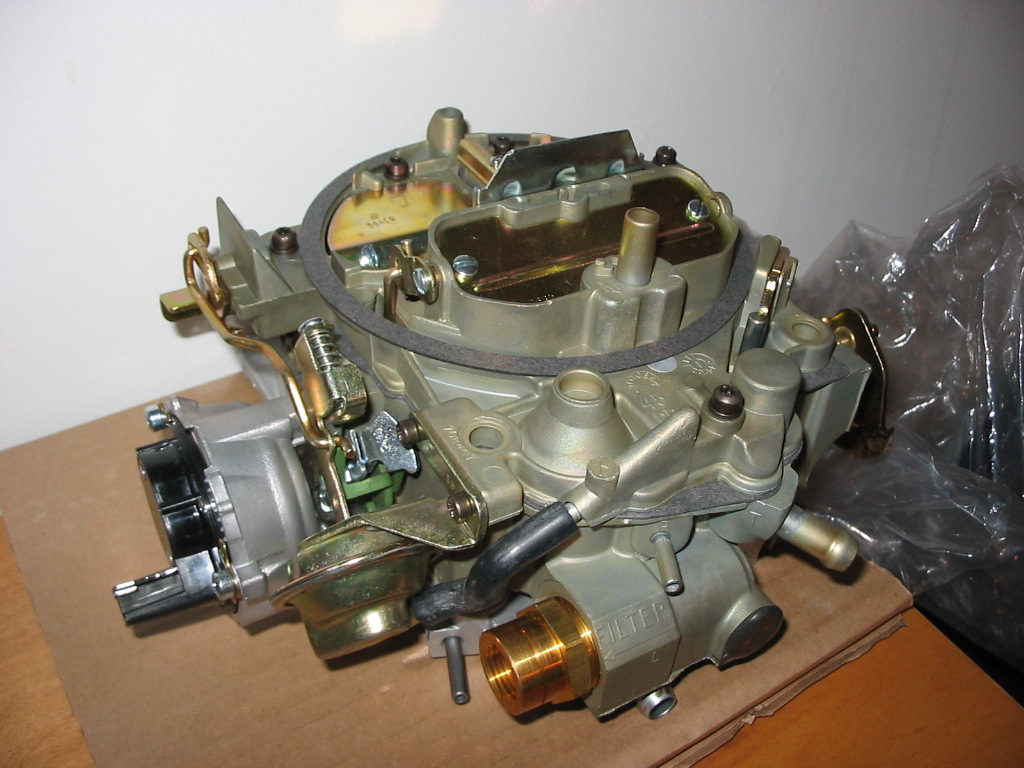
Doppelregistervergaser
Typ Rochester „Quadrajet“

Registervergaser wurden in Deutschland ab 1956 in Großserie hergestellt, aber bereits lange vorher aus Doppelvergasern entwickelt, bei denen zwei Einfachvergaser in einem Gehäuse vereint sind. So waren beispielsweise am Maybach-Zwölfzylinder-V-Motor der „Tiger“-Panzer (Maybach HL 230) vier Doppelvergaser eingebaut, die als Registervergaser arbeiteten. In den USA war der Carter WCFB (ausgeschrieben Will Carter Four Barrel) der erste echte Doppel-Registervergaser, der serienmäßig in Fahrzeugen eingesetzt wurde. Er wurde von Carter Carburetor entwickelt und kam 1952 erstmals in Fahrzeugen wie dem Oldsmobile Rocket V8 und dem Cadillac V8 zum Einsatz.
In einem Doppelregistervergaser sind zwei Registervergaser in einem Gehäuse zusammengefasst. Solch ein Vergaser hat vier Lufttrichter, was auch zum Teil aus der Typenbezeichnung hervorgeht (z. B. Solex 4A1). Doppelregistervergaser von US-amerikanischen V8-Motoren (z. B. die „Quadrajet“ four-barrel-carburetor, häufig auch als 4bbl angegeben, der Firma Rochester), werden oft falsch übersetzt als „Vierfachvergaser“ bezeichnet.

## Funktion

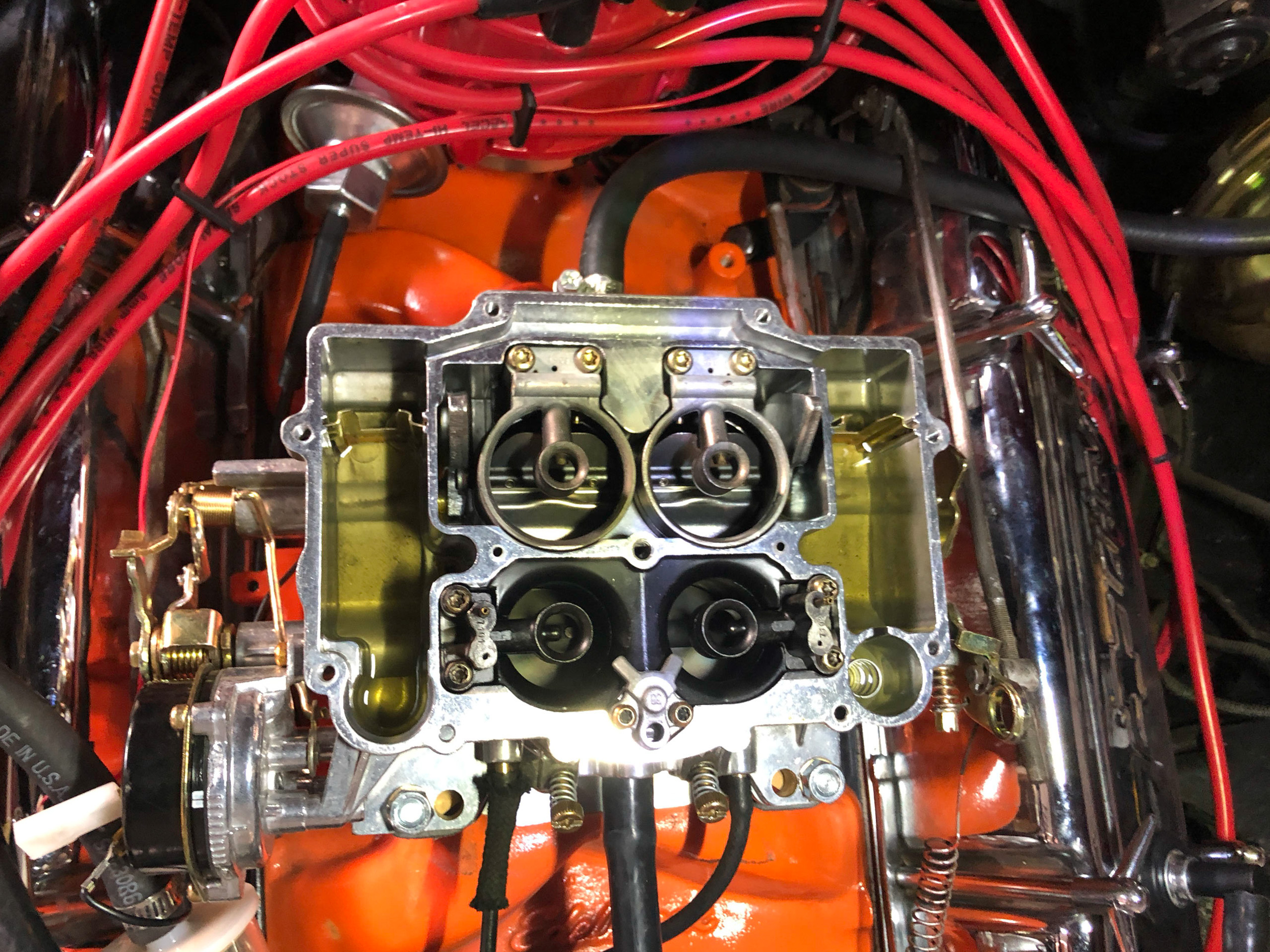
Geöffneter Edelbrock-Vergaser #1406, zu erkennen sind rechts und links die Schwimmerkammern, im Bild unten die rechte und linke Primärstufe und oben im Bild die rechte und linke Sekundärstufe

Bei Betrieb im Leerlauf oder geringer Last dient nur die erste Stufe der Gemischbildung, erst bei höherer Lastanforderung an den Motor wird die Drosselklappe der zweiten Stufe mechanisch per Gestänge und Hebel (z. B. Weber) oder pneumatisch per Membrandose (z. B. Solex oder Zenith) geöffnet. Die pneumatische Betätigung ist abhängig vom Unterdruck im Saugrohr. Zum Erreichen hoher Drehzahlen ist ein großer Ansaugquerschnitt erforderlich. Bei vollständig geöffneten Drosselklappen bietet ein Registervergaser einen großen Ansaugquerschnitt; im unteren Teillastbereich hat jedoch die Luft, wie bei einem entsprechend großen Einfachvergaser, eine höhere Strömungsgeschwindigkeit und der Kraftstoff wird feiner zerstäubt.
Vorteile
Durch die feinere Zerstäubung des Kraftstoffs im Teillastbereichs entsteht ein homogeneres Kraftstoff-Luft-Gemisch. Bei gleichem Kraftstoffanteil steigen Brenngeschwindigkeit und Verbrennungsdruck an und somit das Drehmoment und die Leistung. Bei gleicher Drehmomentanforderung sinkt der Verbrauch und die Abgasqualität ist besser.
Nachteile
Der grundlegende Nachteil der ungleichen Gemischverteilung auf die einzelnen Motorzylinder bleibt ebenso erhalten wie die gegenseitige negative Beeinflussung der Zylinder während der einzelnen Ansaugvorgänge. Der Fertigungsaufwand gegenüber einem Einfachvergaser ist erheblich größer, somit entstehen auch höhere Kosten. Registervergaser, insbesondere Doppelregistervergaser, sind im Hinblick auf Diagnose, Reparatur und Einstellung besonders anspruchsvoll.

## Verwendung
Viele Massenhersteller erhöhten die Leistung kleinerer Vierzylindermotoren mit Einfach- oder Doppelvergasern durch den Einsatz von Registervergasern. In der gehobenen Mittelklasse und Oberklasse wurden diese bereits in der Basismotorisierung eingesetzt. Zur weiteren Leistungssteigerung kamen dann meist mechanische oder elektronische Benzineinspritzungen zum Einsatz. Mit der ab Mitte der 1980er Jahre steigenden Verbreitung von Fahrzeugen mit geregeltem Katalysator verdrängten Einspritzsysteme die Vergaser immer mehr.